# マラトン
マラトーン（古代ギリシア語: Μαραθών / Marathṓn）は、ギリシャ・アッティカ地方のアテネ北東にある村。長音を省略し、マラトンとも表記される。マラトンの戦い（紀元前490年）の舞台として知られており、このときの故事にちなむ陸上競技マラソンの名の由来となった。現代ギリシャ語のディモティキ（口語標準語）ではマラトナス（Μαραθώνας / Marathonas）、カサレヴサ（共通文語）ではマラトン（Μαραθών / Marathon）と表記される。地名の由来はウイキョウのギリシャ名から。マラトナス市は東アッティカ県に属し、その周辺地域も含む基礎自治体（ディモス）である。

## 地理

### 位置・広がり
自治体としてのマラトナス市は、東アッティカ県の北東部に位置し、県内で第二の面積を持つ。
マラトナスの集落（人口約4,400人）は市域中央部の内陸部にあり、県都パリニから北北東へ約18キロメートル、アテネから北東へ約28キロメートルの距離にある。集落の東にはエーゲ海に向かって平野が広がっている。マラトンの戦いはこの平野において、上陸したペルシャ軍を迎え撃つ形で行われた。
マラトナスの集落の西には、アッティカ地方最大の人造湖マラトン湖があり、アテネの水がめとなっている。
隣接する自治体は以下の通り。
- 南 - ラフィナ＝ピケルミ（英語版）
- 南西 - ペンデリ（英語版）（北アテネ県）
- 西 - ディオニソス（英語版）
- 北西 - ケラテア（英語版）

北東には海を隔ててエヴィア島が横たわっている。
- マラトンの海岸
- マラトン湖

### 主要な都市・集落
人口1000人以上の都市には以下がある（人口はいずれも2001年国勢調査）。
- ネア・マクリ（英語版）（ネア・マクリ地区） - 13,986人
- マラトナス（マラトナス地区） - 4,399人
- アイオス・パンテレイモン（マラトナス地区） - 1,489人
- カト・スフリ（マラトナス地区） - 1,477人
- ヴァルナヴァス（英語版）（ヴァルナヴァス地区） - 1,415人
- グラマティコ（英語版）（グラマティコ地区） - 1,291人

最大の都市はネア・マクリ。マラトナスから南へ約8.2キロメートルの海岸部に位置する。

## 歴史

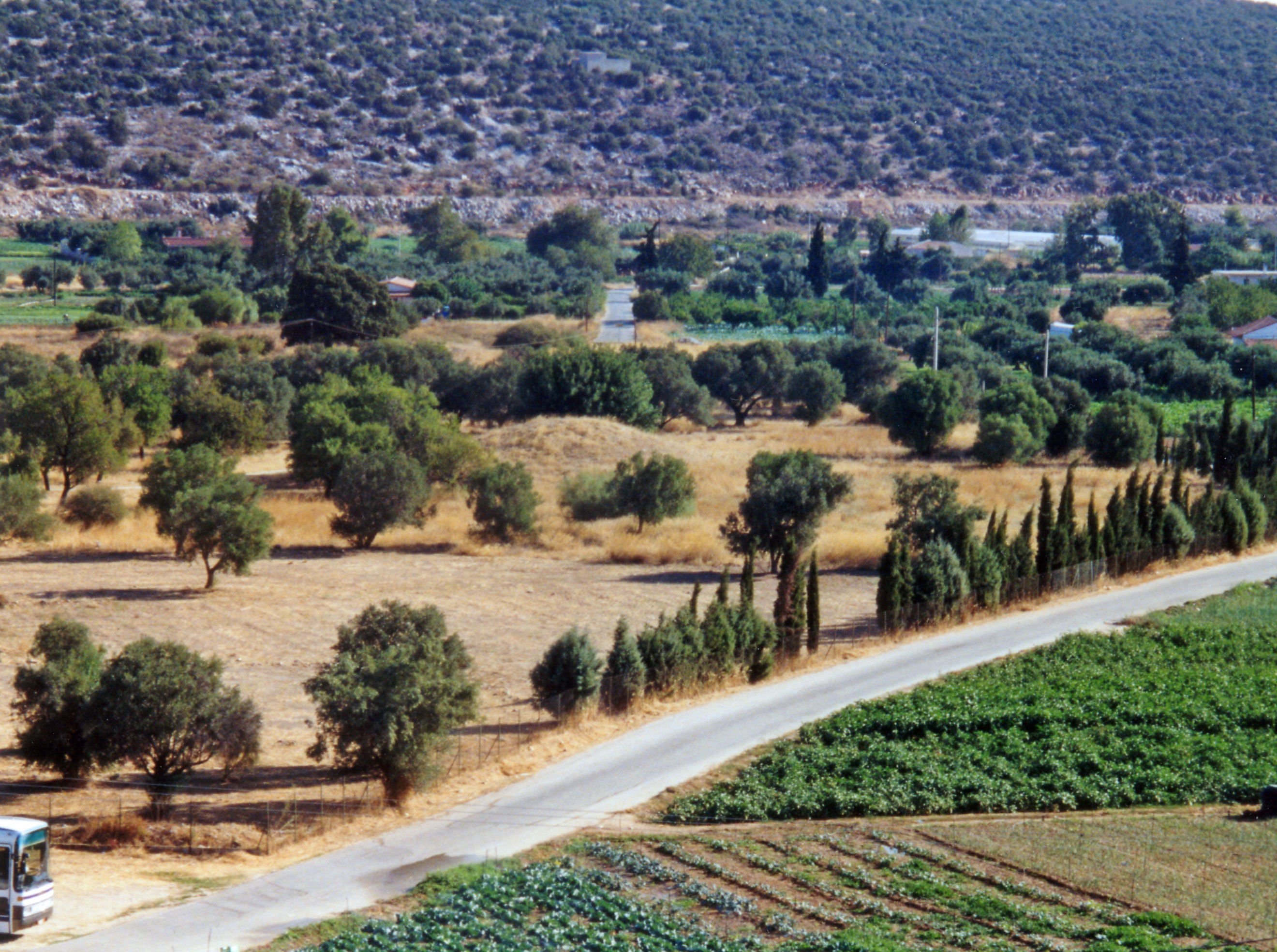
プラタイア人の墓

紀元前490年、マラトン付近の海に面した平原において、アテナイ・プラタイア連合軍とペルシア（アケメネス朝）の間でマラトンの戦いが行われた。アテナイの将ミルティアデスがペルシアの大軍を撃破し、アテナイはペルシアに勝利した。

## 行政区画

### 自治体（ディモス）
マラトナス市（Δήμος Μαραθώνος）は、東アッティカ県に属する基礎自治体（ディモス）の一つである。
現在のマラトナス市は、カリクラティス改革（2011年1月施行）にともない、旧マラトナス市を含め4自治体が合併して発足した。旧自治体は、新自治体を構成する行政区（ディモティキ・エノティタ）となっている。
下表の「旧自治体名」欄は、無印がディモス（市）、※印がキノティタ（村）の名を示す。面積の単位はkm²、人口は2001年国勢調査時点。
|    | 自治体名         | 綴り       | 政庁所在地          | 面積 | 人口   |
| -- | ---------------- | ---------- | ------------------- | ---- | ------ |
| 16 | マラトナス       | Μαραθώνας  | マラトナス          | 97.1 | 8,883  |
| 18 | ネア・マクリ     | Νέα Μάκρη  | ネア・マクリ (el)   | 36.7 | 14,809 |
| 26 | ヴァルナヴァス ※ | Βαρνάβας   | ヴァルナヴァス (el) | 37.3 | 1,722  |
| 27 | グラマティコ ※   | Γραμματικό | グラマティコ (el)   | 51.7 | 1,443  |

- 東アッティカ県におけるマラトナス市（2011年以後）
- 旧マラトナス市（1999年 - 2010年）

## 文化・観光・施設

### 陸上競技マラソンとマラトン

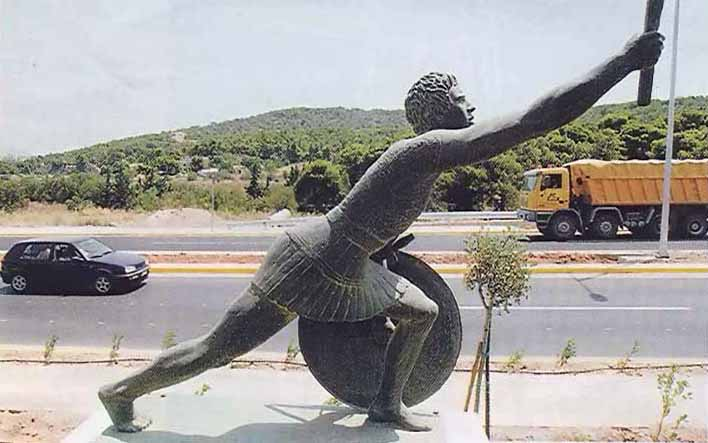
フィディッピデスの像。マラトンからアテネに向かう道筋にある。

マラトンの戦いに関する伝説によれば、一人の兵士がマラトンからアテナイまで戦勝の報告を走って持ち帰り、そこで息絶えたという。兵士の名はフィディッピデス (Pheidippides) ともエウクレスとも伝えられ、伝説が真実かどうかも含めて定かではない。陸上競技のマラソンは、長く語り継がれてきたこの伝説にちなみ、近代オリンピックの開始とともに作られた競技である。
1896年にアテネで開かれた第1回オリンピックにおいて、マラトンからアテネ競技場までの競走が行われた。これが近代マラソンの始まりである。草創期のマラソンでは走行距離の厳密な計測はされず、おおむね40kmが目安とされた。
1982年より、マラトンからアテネの競技場までの42.195kmにコースが設定され、アテネクラシックマラソンが行われるようになった。このコースは、1997年の世界選手権や、2004年のアテネオリンピックでも使用された。

### その他
- シニアス・オリンピック・ローイング&カヌーイング・センター (Schinias Olympic Rowing and Canoeing Centre) （マラトナス地区）
2004年のアテネオリンピックで、ボート競技とカヌー競技が行われた。